# Хамчий Патриж
Ха́мчий Па́триж — герой нартского эпоса у ингушей.

## В нартском эпосе
Сын Хамчи, внук Фарга. Мать — Кокка («кхокха» — «голубка»). Тело Патрижа было булатным. Этот факт упоминается в нескольких преданиях.

#### Убийство Сармака
По просьбе Малха-Азы освободил солнце от Сармака (дракона), после чего женился на ней. Предпринимал неоднократные попытки покончить жизнь самоубийством, так как считал, что благодать на земле исчезла с его рождением. Был отшельником, жил в горах вместе с вещим вороном.

#### Свет Хамчий Патрижа
Патриж обратился к Боткий Ширтке с просьбой взять его на тот свет. Боткий Ширтка взял его с собой, и их принял бог жертв (Ешпор? / Эштр). Бог сказал, что Патриж пришёл раньше времени, и отказался принимать его в мир мёртвых. Хамчий Патриж ответил, что уйдёт лишь при условии уничтожения скудости (бедности) на земле, которая появилась вместе с его рождением. Бог согласился уменьшить её только на одну треть (одну часть оставил на вершинах гор, другую на кобылицах и третью на женщинах. И две части на всём человечестве). Хамчий Патриж успел вернуться до захода солнца, когда ещё на вершинах гор светило солнце, — и этот свет называется «свет Хамчий Патрижа».

## Список преданий
- Хамчий Патараз и Мялха Аза[4]
- Урузман, Орзми, Солса и Патараз, сын Хамчий[4]
- Нарт Хамчи и его сын Петараз[4]
- Хамчи Патараз и хромой Тимур[4]
- Хамчий Патарз, Сеска Солса и Боткий Ширтка[4]
- 60 орхустойцев и Цазик[3]